# 迪克森島

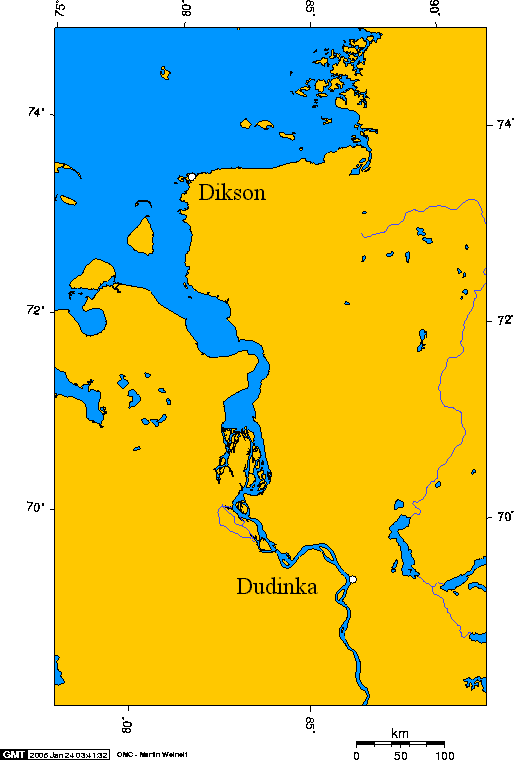
迪克森島與杜金卡

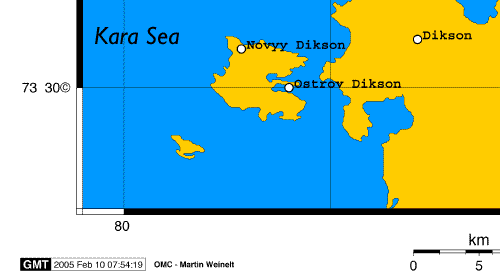
迪克森島位置

迪克森島是俄羅斯克拉斯諾亞爾斯克邊疆區的島嶼，位於葉尼塞河口附近的喀拉海，乘坐飛機前往北極點只需2小時。
迪克森島受北極氣候影響，每年有10個月是冬天，其中2個月太陽不會出現。